# 浅田信興
浅田 信興（あさだ のぶおき、嘉永4年10月12日〈1851年11月5日〉- 1927年〈昭和2年〉4月27日）は、日本の陸軍軍人、華族。最終階級は陸軍大将。男爵。

## 経歴
武蔵国入間郡で、川越藩士・坂口朗忠の三男として生まれ、同藩士・浅田順信の養子となる。江川英龍の塾にて砲術を学ぶ。明治3年12月（1871年）、陸軍兵学寮生徒となる。明治5年（1872年）3月、陸軍少尉に任官し歩兵5番大隊付となる。1877年（明治10年）、第4旅団に編入し西南戦争に出征。1878年（明治11年）10月、陸軍士官学校教官となり、熊本鎮台参謀などを経て、1884年（明治17年）3月、陸軍少佐に進級し歩兵第2連隊大隊長に就任。
1885年（明治18年）5月、陸軍教導団歩兵大隊長となり、参謀本部陸軍部第2局第2課長、参謀本部第2局員を経て、1888年（明治21年）6月から9月まで清国に派遣された。1889年（明治22年）5月、歩兵第21連隊第1大隊長となり、1891年（明治24年）6月、陸軍中佐に昇進し第3師団参謀となる。歩兵第2連隊長、屯田兵参謀長を歴任し、1894年（明治27年）11月、陸軍大佐に進級した。
日清戦争には臨時第7師団参謀長として動員されたが、戦争終結のため現地に赴くことはなく復員した。1896年（明治29年）5月、第7師団が編成され初代参謀長に就任。東部都督部参謀長を経て、1897年（明治30年）9月、陸軍少将に昇進。1898年（明治31年）10月、歩兵第20旅団長に就任し、歩兵第5旅団長を経て、日露戦争に近衛歩兵第1旅団長として出征。激戦の末分水嶺の占領に成功した。1904年（明治37年）9月、陸軍中将に進級し近衛師団長に親補され、沙河会戦以降の緒戦に従軍した。
1906年（明治39年）7月6日に久留米第12師団長に転じる。1907年（明治40年）9月、日露戦争の功績により男爵を授けられ華族に列せられる。1910年（明治43年）8月26日に大阪第4師団長となり、1911年（明治44年）9月に教育総監に就任（～1914年）。1912年（大正元年）8月、陸軍大将に親任される。軍事参議官兼東京衛戍総督を経て、最終官職は軍事参議官。1916年（大正5年）10月12日、後備役に編入され、1921年（大正10年）4月に退役し、1927年（昭和2年）に77歳で死去。墓所は青山霊園。
1918年（大正7年）から1923年（大正12年）、大日本武徳会第7代会長。

## 栄典
位階
- 1891年（明治24年）12月28日 - 正六位[6]
- 1894年（明治27年）12月18日 - 従五位[7]
- 1897年（明治30年）10月30日 - 正五位[8]
- 1902年（明治35年）12月10日 - 従四位[9]
- 1904年（明治37年）12月16日 - 正四位[10]
- 1907年（明治40年）12月27日 - 従三位[11]
- 1912年（大正元年）9月10日 - 正三位[12]

爵位
- 1907年（明治40年）9月21日 - 男爵[13]

勲章等
| 受章年                     | 略綬 | 勲章名                   | 備考 |
| -------------------------- | ---- | ------------------------ | ---- |
| 1889年（明治22年）11月29日 |      | 大日本帝国憲法発布記念章 |      |
| 1893年（明治26年）11月29日 |      | 勲三等瑞宝章             |      |
| 1903年（明治36年）5月16日  |      | 勲二等瑞宝章             |      |
| 1906年（明治39年）4月1日   |      | 功二級金鵄勲章           |      |
| 1906年（明治39年）4月1日   |      | 勲一等旭日大綬章         |      |
| 1906年（明治39年）4月1日   |      | 明治三十七八年従軍記章   |      |
| 1915年（大正4年）11月7日   |      | 金杯一組                 |      |
| 1915年（大正4年）11月7日   |      | 大正三四年従軍記章       |      |
| 1915年（大正4年）11月10日  |      | 大礼記念章               |      |
| 1927年（昭和2年）4月27日   |      | 旭日桐花大綬章           |      |

外国勲章佩用允許
| 受章年                    | 国籍           | 略綬 | 勲章名                             | 備考 |
| ------------------------- | -------------- | ---- | ---------------------------------- | ---- |
| 1907年（明治40年）3月23日 | フランス共和国 |      | レジオンドヌール勲章コマンドゥール |      |
| 1910年（明治43年）8月28日 | 大韓帝国       |      | 李花大勲章                         |      |

## 親族
- 妻：浅田きの - 斎藤伊三郎の娘[1]
- 養嗣子：浅田良逸（陸軍中将）[1]
- 娘：中島幸子 - 中島正武（陸軍中将）の妻[1]

## 逸話
- 第5師団歩兵大隊長時代、一戸兵衛、上原勇作と同僚であり、彼らとは気さくに話し合う関係であった。上原が次の教育総監に決まると、引き継ぎの際に大勢の前で「次が誰になるか不安だったが、和尚が来たので安心した。」と言って周囲を笑わせている。以後、上原の渾名は「和尚」になってしまった。[要出典]
- 森於菟（森鷗外長男）の随筆『鴎外の母』（『父親としての森鴎外』所収）に、 千葉県夷隅郡東海村字日在にあった鴎外の別荘「鴎荘」に、「ある夏祖母（峰子）叔父（潤三郎）と私、それに小金井家の叔母（小金井喜美子）とその長女（田鶴子）の居るところへ浅田信興大将が浴衣がけで訪ねられて、しばらく縁に腰かけて祖母と話して行かれた事もあった。」とある。